# Калькуттский международный кинофестиваль
Калькуттский международный кинофестиваль (англ. Kolkata International Film Festival (KFF), бенг. কলকাতা ফিল্ম ফেস্টিভাল) — ежегодный неконкурсный кинофестиваль, проводимый с 10 по 17 ноября в Калькутте (Индия) с 1995 года. Фестиваль аккредитован Международной федерацией ассоциаций кинопродюсеров и является вторым старейшим кинофестивалем Индии, после Индийского международного кинофестиваля.

## История
Впервые кинофестиваль прошёл в 1995 году в киноцентре Nandan, созданном в 1985 году правительством Западной Бенгалии и торжественно открытым Сатьяджитом Райем, который позже стал первым председателем фестиваля.
Калькутта всегда играла важную роль в кинопроизводстве Индии и Азии, и быстро завоевала популярность у кинолюбителей. За время проведения фестиваля его посетили многие известные кинорежиссёры, такие как Мигель Литтин, Фернандо Соланас, Али Ёзгентюрк, Амос Гитай, Кшиштоф Занусси, Катрин Брейя, Чон Су Иль, Гас Ван Сент, Джафар Панахи, Таминех Милани и другие.